# Вороновская (Усть-Кубинский район)
Вороновская — деревня в Усть-Кубинском районе Вологодской области.
Входит в состав Богородского сельского поселения, с точки зрения административно-территориального деления — в Богородский сельсовет.
Расстояние по автодороге до районного центра Устья — 63 км, до центра муниципального образования Богородского — 12,5 км. Ближайшие населённые пункты — Выборково, Большая, Холстово, Паниха, Зеленово.
По данным переписи в 2002 году постоянного населения не было.